# کلی استفنز-تیسلند
کلی استفنز-تیسلند (انگلیسی: Kelly Stephens-Tysland؛ زادهٔ ۴ ژوئن ۱۹۸۳) بازیکن هاکی روی یخ اهل ایالات متحده آمریکا است.